# Guerre napolitaine
 (février 2018).
Si vous disposez d'ouvrages ou d'articles de référence ou si vous connaissez des sites web de qualité traitant du thème abordé ici, merci de compléter l'article en donnant les références utiles à sa vérifiabilité et en les liant à la section « Notes et références ».
Septième Coalition (Cent-Jours)
Batailles
Batailles des Cents-Jours
Campagne du duc d'Angoulême
- Ajaccio
- Bonifacio
- Montélimar
- Loriol

Campagne de Belgique
- Ligny
- Quatre-Bras
- Waterloo
- Wavre

Campagne de France de 1815
- Maubeuge
- Huningue
- La Souffel
- Vélizy
- Rocquencourt
- Sèvres
- Issy

Guerre napolitaine
- Panaro
- Ferrare
- Occhiobello
- Carpi
- Casaglia
- Ronco
- Cesenatico
- Pesaro
- Scapezzano
- Tolentino
- Ancône
- Castel di Sangro
- San Germano
- Gaète

Guerre de Vendée et Chouannerie de 1815
- Les Échaubrognes
- L'Aiguillon
- Aizenay
- Sainte-Anne-d'Auray
- Cossé
- Saint-Gilles-sur-Vie
- Redon
- Les Mathes
- Muzillac
- Rocheservière
- Thouars
- Auray
- Châteauneuf-du-Faou
- Guérande
- Fort-la-Latte

La guerre napolitaine est une courte guerre, en 1815, entre le roi de Naples Joachim Murat, par ailleurs maréchal d'Empire français, et l’Empire autrichien, à la fin des guerres napoléoniennes.

## Contexte
À la fin de la campagne de Russie, Murat, qui était chargé de ramener la Grande Armée, l’avait abandonnée pour tenter de conserver le royaume de Naples. En 1813, il balança entre la loyauté envers Napoléon et les négociations avec les Alliés. Il finit par signer le traité de Naples avec l’Autriche, et fournit une armée pour combattre l’Empereur.
Par la suite, le congrès de Vienne décida de rétablir les Bourbons à Naples. Aussi, Murat tire parti de l’évasion de Napoléon de l’île d'Elbe, et déclare la guerre à l’Autriche le 15 mars 1815.

## Faits
Le 30 mars, il lance la proclamation de Rimini pour soulever l’Italie contre celle-ci. Mais il est battu à Ceprano, puis à Tolentino, il doit fuir : le 18 mai à Naples, le 25 mai à Cannes, où il apprend l’entrée des Autrichiens à Naples le 23 mai.

## Conséquences
Après Waterloo, Murat se rend en Corse où il parvient le 25 août. Sur la base de renseignements trompeurs selon lesquels il serait favorablement attendu à Naples, il tente de reconquérir son royaume avec quelques fidèles.
Ayant perdu quatre de ses six navires dans une tempête, il débarque à Pizzo de Calabria avec vingt-six compagnons. Capturé sur la route de Monteleone, il est emprisonné au château de Pizzo. Jugé par une commission militaire, il est fusillé le 13 octobre 1815.
Malgré sa brièveté et son échec, cette épopée, initiée par la proclamation de Rimini, est considérée par les Italiens comme le point de départ du Risorgimento, mouvement de renaissance culturelle et nationale qui allait conduire à l'unité italienne, en 1860, et à la naissance du royaume d'Italie. Lorsque Giuseppe Garibaldi conquiert le royaume de Naples en 1860, il rend hommage à Murat en offrant une des balles l’ayant tué à la marquise de Pepoli, l'arrière-petite-fille de celui-ci.